# Эйвон (графство)

Бывшее графство Эйвон на карте Англии

Э́йвон (англ. Avon) — бывшее неметропольное графство в юго-западной части Англии, существовавшее с 1974 по 1996 год.
Площадь территории графства в 1974 году составляла 1346 км², в 1996 году — 1343 км². На территории графства в 1991 году проживало 903 870 человек. Главным городом графства был Бристоль.

## История создания графства
Неметропольное графство Эйвон было образовано в ходе административной реформы 1974 года (en:Local Government Act 1972). В состав графства вошли:
- Часть административного графства Глостершир
- Часть административного графства Сомерсет
- Город-графство Бристоль
- Город-графство Бат

## Деление

Административное деление бывшего графства Эйвон

Неметропольное графство Эйвон было административно разделено на шесть районов (en:Non-metropolitan county):
1. Нортэйвон
2. Бристоль
3. Кингсвуд
4. Вудспринг
5. Уансдайк
6. Бат

## Упразднение графства
1 апреля 1996 года графство Эйвон было упразднено, а на его территории были образованы четыре унитарные единицы (en:Local Government Commission for England (1992)):
- Бат и Северо-Восточный Сомерсет
- Бристоль
- Северный Сомерсет
- Южный Глостершир